# Krčenje šume
Krčenje šume ili deforestacija je uklanjanje šume, kako bi se šuma i šumsko zemljište prenamijenili u druge svrhe, ponajviše u poljoprivredno zemljište ili za izgradnju cesta.
Pojam "krčenje šume" obično se odnosi na aktivnost, prilikom koje se uklanjaju sva stabla. Uklanjanje svih stabala u nekoj šumi u umjerenim klimatskim područjima može biti dio uobičajene i normalne šumarske prakse. To se naziva završni sijek i dio je prirodnog pomlađivanja stare šumske sastojine regularnih šuma. Nakon takve sječe ponovno će se podići nova šuma i neće se šumsko zemljište prenamijeniti u druge svrhe. 
Krčenje šuma radi se iz više razloga: zbog prodaje drveta, prenamjene šume u pašnjake ili plantaže, zbog gradnje naselja, cesta, brana i dr. Uklanjanje stabala bez pošumljavanja uzrokuje gubitak biljnih i životinjskih staništa, narušavanje biološke raznolikosti i negativan utjecaj na klimu, okoliš i zdravlje ljudi. Ima negativne učinke na vezivanje atmosferskog ugljičnog dioksida. U obešumljenim područjima mogu se javiti erozije i odroni tla.
Krčenje šuma najviše se događa u slabo razvijenim državama s mnogo šuma i prašuma, gdje se šume krče kako bi se ostvarila zarada na prodaji drva te se dobivaju nove poljoprivredne površine. Koristi se metoda Posijeci-i-spali. 